# Vandeuil

Vandeuil este o comună în departamentul Marne, Franța. În 2009 avea o populație de 198 de locuitori.